# اعتزاز حسن
اعتزاز حسن هو طالب مدرسة باكستاني من مواليد 1997 في خيبر بختونخوا، باكستان. اشتهر بعد مقتله حيثُ ضَّحى بحياته لمنع دخول شخص انتحاري إلى مدرسته التي يوجد فيها 2,000 طالب. في يوم الإثنين 6 يناير 2014.
كان اعتزاز في عمر 15 سنة عندما كان وسط أصدقائه خارج المدرسة عندما رصدوا شخصا يرتدي سترة ناسفة، فقرر مواجهة الانتحاري محاولاً الإمساك بِه في نفس اللحظة التي هَم فيها الانتحاري بتفجير سُترته الناسفة، رغم مناشدة أصدقائه له بالتوقف. حدثت العملية في منطقة هانغو ذات الغالبية الشيعية والتي تستهدفها حركة طالبان باكستان.

## ردود أفعال
سرعان ما تداولت مواقع التواصل الاجتماعي قصة اعتزاز حول العالم وأشادت بشجاعته. وأُعتبر اعتزاز بمثابة بطل وطني في وطنه. ودعى مكتب رئيس الوزراء الباكستاني نواز شريف الرئيس الباكستاني ممنون حسين للتشاور بشأن منح اعتزاز حسن وسام الشجاعة من قِبل حكومة باكستان.